# Curassanthura halma
Curassanthura halma is een pissebed uit de familie Leptanthuridae. De wetenschappelijke naam van de soort is voor het eerst geldig gepubliceerd in 1981 door Kensley.